# Sebastian Seiffert
Sebastian Seiffert (* 23. Februar 1979 in Göttingen) ist ein deutscher Universitätsprofessor für Physikalische Chemie.

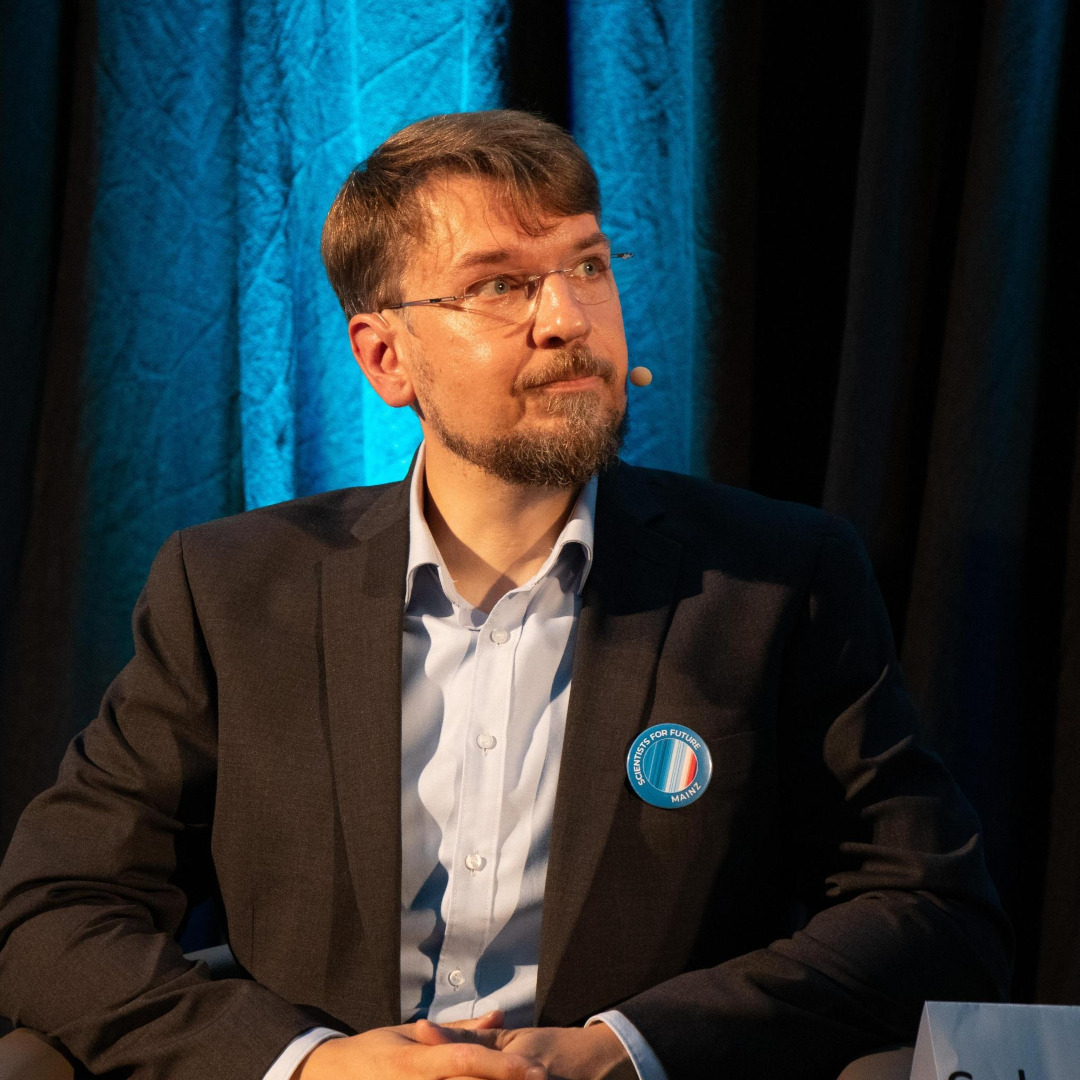
Sebastian Seiffert bei einer Diskussion

## Werdegang
Nach dem Abitur 1998 an der Robert-Koch-Schule in Clausthal-Zellerfeld und Zivildienst an einer Jugendherberge in Altenau studierte Seiffert 1999 bis 2004 Chemie an der Technischen Universität Clausthal. Anschließend forschte er als Doktorand in der Gruppe von Wilhelm Oppermann zur Kettendynamik in halbverdünnten Polymerlösungen und Gelen. 2007 wurde Seiffert mit einer Dissertation zum Thema „Struktur und Tracerdynamik in Polyacrylamid Hydrogelen“ mit dem Prädikat summa cum laude zum Dr. rer. nat. promoviert.
Nach einem weiteren Jahr in Clausthal als Dozent für physikalische Polymerchemie, wurde Seiffert dann 2009 bis 2010 als Fellow der Nationalen Akademie der Wissenschaften Leopoldina Postdoktorand in der Gruppe von Dave Weitz in Harvard und forschte zu Mikrofluidik und Mikrogelen. Nach seiner Rückkehr nach Deutschland leitete er als Liebig-Stipendiat des Fonds der Chemischen Industrie eine Nachwuchsgruppe am Helmholtz-Zentrum Berlin (2011–2014) und wurde anschließend außerordentlicher Professor für supramolekulare Polymermaterialien an der Freien Universität Berlin (2014–2016). 2016 folgte er einem Ruf an die Johannes Gutenberg-Universität Mainz und übernahm die Professur für Physikalische Chemie der Polymere, die zuvor von Manfred Schmidt (1995–2015), Helmuth Möhwald (1987–1993) und Erhard Fischer (1966–1983) besetzt war.
Seiffert war bzw. ist Sprecher der DFG-Forschergruppe FOR 2811 „Adaptive Polymergele mit kontrollierter Netzwerkstruktur“ (2019–2025), des BMBF-Projekts HydroDeSal (2021–2024) und des DFG-Sonderforschungsbereichs SFB 1552 (seit 2023).

## Forschungsgebiete
Seifferts Forschung widmete sich zwischen 2005 und 2020 der grundlegenden Physikalischen Chemie von Polymeren, mit Augenmerk auf Struktur-Eigenschaftsbeziehungen umgebungssensitiver und supramolekularer Polymernetzwerke, Gele und Mikrogele. Seit 2020 richtet sich der Fokus auf die Nutzung sensitiver Hydrogele zur Meerwasserentsalzung.

## Engagement gegen globale Erwärmung
Sebastian Seiffert engagiert sich unter anderem als Teil der Klimaschutzbewegung Scientists for Future für Maßnahmen gegen die Globale Erwärmung. Im Herbst 2021 gründete er gemeinsam mit zwei anderen Wissenschaftlern „Chemists for Future“ als Untergruppe in „Scientists for Future“. Zur Bundestagswahl 2021 kandidierte Seiffert im Bundestagswahlkreis Mainz für die Klimaliste RLP und erzielte dort mit 0,7 % der Erststimmen das beste Ergebnis aller zwölf Direktkandidaten dieser Gruppierung in Rheinland-Pfalz. Im Mai 2023 wurde Seiffert zu einem von drei Gründungsvorsitzenden des Landesverbandes der Klimaliste gewählt. Anfang 2025 gab er seinen Parteiaustritt bekannt, um Interessenskonflikte zu reduzieren.

## Auszeichnungen
- 2013: Reimund-Stadler-Preis der Gesellschaft Deutscher Chemiker[9]
- 2014: Preis der Arbeitsgemeinschaft Deutscher Universitätsprofessoren und -professorinnen für Chemie (ADUC)[10]
- 2014: Nachwuchspreis der Polymer Networks Group (PNG)[11]
- 2023: Ars-legendi-Fakultätspreis für herausragende Leistungen in der Lehre des Stifterverbandes für die Deutsche Wissenschaft[12]

## Publikationen
- Physical Chemistry of Polymers: A Conceptual Introduction. De Gruyter, Berlin, 2. Auflage 2023, ISBN 978-3-11-071327-5.
- mit Wolfgang Schärtl: Physikalische Chemie Kapieren: Thermodynamik, Kinetik, Elektrochemie. De Gruyter Oldenbourg, Berlin, 2. Auflage 2024, ISBN 978-3-11-107248-7
- mit Wolfgang Schärtl: Physikalische Chemie Kapieren: Quantenmechanik, Spektroskopie, Statistische Thermodynamik. De Gruyter Oldenbourg, Berlin, 2. Auflage 2024, ISBN 978-3-11-073732-5
- mit Julian Thiele: Microfluidics: Theory and practice for beginners. De Gruyter, Berlin, 2020, ISBN 978-3-11-048777-0.
- G. V. Schulz: Leben und Forschen eines Polymer-Pioniers im 20. Jahrhundert. Springer Berlin 2021. ISBN 978-3-662-63727-2.
- mit Claudia Kummerlöwe, Norbert Vennemann (Hrsg.): Makromolekulare Chemie: ein Lehrbuch für Chemiker, Physiker, Materialwissenschaftler und Verfahrenstechniker. Springer Berlin, 6. Auflage 2020. ISBN 978-3-662-61108-1.
- Structure and tracer dynamics in polyacrylamide hydrogels. (Dissertation). ISBN 978-3-940394-25-5 (eingeschränkte Vorschau).